# Campylopterus hemileucurus
Campylopterus hemileucurus е вид птица от семейство Колиброви (Trochilidae). Видът е незастрашен от изчезване.

## Разпространение
Разпространен е в Белиз, Коста Рика, Салвадор, Гватемала, Хондурас, Мексико, Никарагуа и Панама.